# 안상훈 (사회과학자)
안상훈(安祥薰, 1969년 5월 15일~)은 대한민국의 교수, 정치인이다. 대통령실 사회수석비서관을 지냈으며, 제22대 국회의원이다. 아버지는 안병규 전 국회의원이다.

## 학력
- 현대고등학교 졸업
- 1992. 2. 서울대학교 사회과학대학 사회복지학 학사
- 1996. 12. 스톡홀름 대학교 국제대학원 국제학 석사
- 2000. 6. 웁살라 대학교 대학원 사회학 박사

## 경력
- 1996. 1.~1997. 12. 스톡홀름 대학교 사회학과 연구원
- 1998. 4.~2000. 6. 웁살라 대학교 사회학과 전임연구원
- 2000. 8.~2001. 6. 서울대학교 사회과학연구원 박사후연수연구원
- 2001. 7.~ 서울대학교 사회과학대학 사회복지학과(전임강사, 조교수, 부교수, 교수)
- 2001. 10.~2004. 12. Journal of Societal and Social Policy 공동편집장
- 2002. 4.~2003. 3. 한국사회복지학회 총무분과위원장
- 2005. 1.~2005. 12. 보건복지부 보건복지정책자문위원
- 2005. 5.~2006. 4. 보건복지부 주요정책과제 평가위원회 위원
- 2006. 1.~2007. 1. 대통령자문 정책기획위원회 위원
- 2006. 7.~2008. 1. 서울대학교 사회복지학과 학과장
- 2006. 11.~2008. 11. 대통령자문 사람입국일자리위원회 전문위원
- 2009. 3.~2011. 2. 서울대학교 사회과학대학 기획부학장
- 2012. 2.~2013. 2. 경제사회발전노사정위원회 고용유인형사회안전망위원회 위원
- 2013. 1.~2013. 2. 제18대 대통령직인수위원회 고용복지분과 인수위원
- 2013. 5.~2014. 6. 국민경제자문회의 민생경제분과 위원장
- 2013. 5.~2015. 5. 사회보장위원회 민간위원
- 2013. 5.~2015. 5. 한국사회정책학회 편집위원장
- 2013. 8.~2014. 12. 경제사회발전노사정위원회 일‧가정양립을위한일자리위원회위원
- 2013. 12.~2015. 1. 국가보훈위원회 위원
- 2014. 2.~2016. 2. 기획재정부 재정정책자문회의 민간위원
- 2014. 6.~2016. 6. 고용노동부 고용정책심의회 위원
- 2015. 3.~2019. 3. 서울대학교 글로벌사회공헌단 단장
- 2020 서울대학교 사회과학연구원 원장
- 2022. 3.~2023. 5. 제20대 대통령직인수위원회 인수위원
- 2022. 5.~2023. 12. 대통령비서실 사회수석비서관
- 2024. 3.~2024. 4. 국민의미래 비례대표 국회의원 후보
- 2024. 3.~2024. 4. 국민의미래 4·10 총선 중앙선거대책위원회 선거대책부위원장
- 2024. 4. 10. 대한민국 제22대 국회의원 선거 당선(비례대표, 국민의미래, 초선)
- 2024. 5.~ 제22대 국회의원(비례대표, 국민의힘, 초선)
  - 2024. 5.~ 제22대 국회 전반기 보건복지위원회 위원
    - 제22대 국회 전반기 보건복지위원회 법안심사제1소위원회 위원
    - 제22대 국회 전반기 보건복지위원회 예산결산심사소위원회 위원
    - 제22대 국회 전반기 보건복지위원회 의료개혁소위원회 위원

  - 대한민국 전환과 미래 포럼 구성의원
- 2024. 6.~2024. 7. 국민의힘 정책위원회 산하 시급한 민생 현안 해결을 위한 연금개혁특별위원회 위원
- 2024. 8.~2024. 12. 국민의힘 격차해소특별위원회 위원
- 2024. 12.~2024. 12.: 국민의힘 비상계엄 사태 이후의 정국 수습 방안과 윤석열 대통령의 질서 있는 퇴진 방안을 마련하기 위한 정국 안정화 태스크포스 위원
- 2024. 12.~: 국민의힘 제주공항 여객기 사고 수습 TF 위원
- 2025. 1.~2025. 6. 국민의힘 경제활력민생특별위원회 위원
- 2025. 4. ~ 2025. 5.: 국민의힘 한동훈 제21대 대통령 선거 경선후보 국민먼저 캠프 정책위원장

## 역대 선거 결과
| 실시년도 | 선거   | 대수 | 직책     | 선거구   | 정당       | 득표수       | 득표율          | 순위          | 당락 | 비고 |
| -------- | ------ | ---- | -------- | -------- | ---------- | ------------ | --------------- | ------------- | ---- | ---- |
| 2024년   | 총선   | 22대 | 국회의원 | 비례대표 | 국민의미래 | 10,395,264표 | \| \| 36.67% \| | 비례대표 16번 |      | 초선 |
|          | 36.67% |      |          |          |            |              |                 |               |      |      |

## 소속 정당
| 소속 정당 | 소속 정당  | 소속 기간 | 비고      |
| --------- | ---------- | --------- | --------- |
|           | 국민의힘   | 2024      | 정계 입문 |
|           | 무소속     | 2024      | 탈당      |
|           | 국민의미래 | 2024      | 입당      |
|           | 국민의힘   | 2024~현재 | 합당      |

## 같이 보기
- 대한민국의 대통령비서실 수석비서관
- 대한민국 제22대 국회의원 선거 국민의미래 후보 목록#비례대표